# Spjaglitsa
Spjaglitsa (ryska: Спяглица) är ett vattendrag i Belarus. Det ligger i den norra delen av landet, 90 km nordväst om huvudstaden Minsk.
I omgivningarna runt Spjaglitsa växer i huvudsak blandskog. Runt Spjaglitsa är det ganska glesbefolkat, med 26 invånare per kvadratkilometer.